# Stazione di Mulhouse-Ville
La stazione di Mulhouse-Ville (in francese Gare de Mulhouse-Ville) è la principale stazione ferroviaria di Mulhouse, Francia.